# وشخوویتسه (ناحیه برنو-تسوونتری)
وشخوویتسه (به چکی: Všechovice) یک منطقهٔ مسکونی در جمهوری چک است که در ناحیه برنو-تسوونتری واقع شده‌است. وشخوویتسه ۵٫۱۱ کیلومتر مربع مساحت و ۲۲۱ نفر جمعیت دارد و ۳۱۰ متر بالاتر از سطح دریا واقع شده‌است.